# Paziriška kultura
Paziriška kultura (rusko пазырыкская культура, latinizirano: pazyrykskaya kul'tura) je železnodobna arheološka kultura srednjeazijskih Skitov (Saki), ki je trajala od  6. do 3. stoletje pr. n. št. Prepoznana je po artefaktih in mumificiranih človeških truplih, najdenih v sibirskem permafrostu, Altaju, Kazahstanu in delu Mongolije. Mumije so pokopane v dolgih gomilah ali kurganih, podobnih nagrobnim gomilam skitske kulture v Ukrajini. Tipsko mesto kulture so paziriški grobovi na planoti Ukok. Na tej lokaciji so našli veliko artefaktov in človeških ostankov, vključno s Sibirsko ledeno princeso, kar kaže na cvetočo kulturo na stičišču številnih trgovskih in karavanskih poti. Za Pazirike velja, da so imeli vojni podobno življenje. Paziriška kultura je naslednica skitske aržanske kulture v obdobju od 8.-7. stoletja pr. n. št.

## Arheologija
Med kurganska pokopališča, povezana s paziriško kulturo, spadajo pokopališča Bašadar, Tuekta, Ulandrik, Polosmak in  Berel. Naselbin, povezanih s temi pokopališči, doslej še niso odkrili,  kar kaže na povsem nomadski način življenja lokalnega prebivalstva. 
Zelo hladno podnebje je z zamrzovanjem ohranilo veliko altajskih grobov, zlasti tistih iz 5. stoletja pr. n. št. v Paziriku in sosednjih mestih Katanda, Šibe in Tuekta. V Paziriku so v grobovih odkrili tudi trupla konj in mumijo človeka, katerega telo je bilo prekrito s tetovažami z živalskimi motivi. Prav tam je bila odkrita tudi najstarejša znana vozlana volnena preproga, najstarejša znana  vezena tkanina iz kitajske svile in dva kosa perzijske tkanine. Najdbe hrani Državni muzej Ermitaž v Sankt Peterburgu. Na preprogi prevladujeta rdeča in oker barva, med podobami pa jezdeci, jeleni in grifoni. Med najdbami je veliko polsti, sedel, blazin in krzna. Oblačila, izdelana iz polsti, usnja in krzna, so bogato okrašena. Okrašena je tudi konjska oprava. Med okrasjem se pojavljata tudi sončna simbola krog in rozeta, ogromno večino pa predstavljajo živalski motivi. 
- Paziriški kurgan
- Paziriška preproga, izdelana v Srednji Aziji ali na Bližnjem Vzhodu[6]
- Tetovaža vojščaka, Pazirik, 5.-4.stoletje pr. n. št.[7]
- Paziriški voz, 3. stoletje pr. n. št.[8]
- Samruk (grifon), Tuekta, Altaj, 5. stoletje pr. n. št.
- Mački podobna žival, Berel, Kazahstan, 4.-3. stoletje pr. n. št.[9]
- Jelen, Berel, Kazahstan, 4.-3. stoletje pr. n. št.[9]
- Zlat okrasek, Berel, Kazahstan, 4.-3. stoletje pr. n. št.[9]
- Saka, najden v kurganu Olon-Kurin-Gol v Paziriku (rekonstrukcija)
- Pazirik (rekonstrukcija)[10]
- Sibirska ledena princesa v lesenem sarkofagu (rekonstrukcija)[10]
- Mumija Sibirske ledene princese
- Balzamirana glava plemenskega poglavarja, Paziriški kurgan 2, okoli 300 pr. n. št., Ermitaž, Sankt Petersburg, 1684/29.[11]
- Tetovaža paziriškega poglavarja[12]